# Андреас Бреме
Андреас Бреме (на немски: Andreas Brehme, роден на 9 ноември 1960 г. в Хамбург) е бивш германски футболист и футболен треньор.
Бреме отбелязва единственият и решаващ гол от дузпа във финала на Световното първенство по футбол в Италия през 1990 г.

## Кариера

### Отбори като футболист
Бреме започва футболния си път в хамбургския квартален отбор Бармбек Уленхорст, преди да заиграе в Саарбрюкен през 1980 г. Година по-късно защитникът преминава в Кайзерслаутерн. След това той играе в защитата и халфовата линия на Байерн Мюнхен, Интер Милано, Реал Сарагоса и отново Кайзерслаутерн.
С отбора на Кайзерслаутерн Андреас Бреме печели Купата на Германия през 1996 г. и става шампион на Германия с Кайзерслаутерн (1997/98) и Байерн Мюнхен (1986/87).
За германския национален отбор той изиграва 86 срещи за периода от 1984 до 1994 г. Бележи 8 гола, от които 4 гола в световни първенства и един гол в европейски първенства. Бреме играе на световните купи Мексико'86, Италия'90 и САЩ'94, като отбелязва решаващата дузпа във финала на Мондиале'90 срещу Аржентина 5 минути преди края на срещата. Това го прави единственият играч в историята на финалите за световно първенство, който решава среща с дузпа в редовното време.
Левият защитник играе добре и с двата крака: дузпата срещу Мексико на четвъртфинала на Световното първенство по футбол 1986 г. е отбелязана с левия крак, а срещу Аржентина четири години по-късно – с десния.
През 1998 г. Бреме спира с професионалния футбол по най-добрия възможен начин - с титлата на Първа Бундеслига, спечелена от неговия клуб Кайзерслаутерн.
Сред множеството отличия, които печели в кариерата си са германския кръст за заслуги и званието „Играч на годината“ в италианската Серия А през 1989 г.

### Треньорска кариера
През юни 1999 г. Спортната школа Хенеф издава дипломи за треньор на особено заслужили бивши футболисти. Сред листа с участници освен Андреас Бреме, присъстват и имената на Дорис Фитшен, Бетина Вигман, Красимир Балъков, Гуидо Бухвалд, Дитер Айлтс, Бернд Хьолценбайн, Айке Имел, Манфред Калтц, Юрген Клинсман, Андреас Кьопке, Юрген Колер, Щефан Кунц, Пиер Литбарски, Йоаким Льов, Рене Мюлер, Щефан Ройтер, Матиас Замер и Андреас Цахубер.
От 6 октомври 2000 до 25 август 2002 г. Андреас Бреме ръководи Кайзерслаутерн. През втория си сезон начело на тима треньорът поставя нов рекорд в Първа Бундеслига, след като печели всичките седем срещи от началото на сезона 2001/02. След скандалната смяна на ръководството в Кайзерслаутерн и освобождаването на президента Юрген Фридрих Бреме също подава оставка. По-късно пред медиите легендарният футболист обвинява новият президент Рене Йеги за финансовия крах на лаутерите.
През сезона 2004/05 Бреме се завръща на треньорската пейка при втородивизионния Унтерхахинг, но след лошите резултати на отбора той е принуден да напусне поста си на 11 април 2005 г.
На 24 юни 2005 г. Андреас Бреме става помощник на Джовани Трапатони в Щутгарт, където отборът рядко губи, но и рядко печели. След средняшко представяне през есенния полусезон, пъководството на „швабите“ освобождава целия треньорски екип на 9 февруари 2006 г.
Бившият футболист е представител на Германския футболен съюз при работа с деца и младежи.

## Успехи
- Световен шампион: 1990
- Вице-световен шампион: 1986
- Вице-европейски шампион: 1992
- Носител на Купата на УЕФА с Интер Милано: 1991
- Шампион на Италия с Интер Милано: 1989
- Шампион на Германия с Байерн Мюнхен: 1987
- Шампион на Германия с Кайзерслаутерн: 1998
- Носител на Купата на Германия с Кайзерслаутерн: 1996
- Носител на Суперкупата на Германия с Байерн Мюнхен: 1987
- Футболист на Годината в Италия: 1989